# Dacsólám
Dacsólám (szlovákul: Dačov Lom) község Szlovákiában, a Besztercebányai kerületben, a Nagykürtösi járásban. Alsó- és Felsődacsólám egyesítésével jött létre.

## Fekvése
Nagykürtöstől 16 km-re északnyugatra, a Lám-fennsíkon fekszik.

## Története
A Lám-fennsík neve már egy 1135-ös határleírásban szerepel, a falut magát 1333-ban említik először írott forrásban. Nevét első birtokosairól, a Dacsó családról kapta. Később a Palásthyak, a Zrínyiek, a Ballassák birtoka. A falu lakói szlovákságuk ellenére 1848-ban a szabadságharc oldalán álltak. Itt volt kántortanító a szabadságharc csatáinak hőse, Záhony István, akit amikor a császári katonák el akartak fogni, a falu népe a védelmére kelt.
Vályi András szerint "Alsó, és Felső Lám. Két tót falu Hont Várm. Alsónak földes Ura G. Balassa, és G. Zichy Uraságok, fekszik Felső Lám tövében, és annak filiája, Felsőnek pedig földes Urai több Uraságok, ez fekszik Szuhánynak szomszédságában, lakosai evangelikusok, szőlő hegyei nintsenek, réttyei is kevesek, legelőjök elég, fájok, és azzal való kereskedések van, felső Lámnak már erdeje nagyon elpusztúlt."
Fényes Elek szerint "Lám (Dacso, Alsó, Felső), népes tót falu, Hont vmegyében, Nógrád vmegye szélén: 15 kath. 1000 evang. lak. Evang. anyatemplom. Határja köves, sovány; erdeje elég. F. u. gr. Zichy, b. Balassa, Dacsó, s m. Ut. p. Balassa-Gyarmat".
A trianoni békeszerződésig Alsódacsólám és Felsődacsólám területe egyaránt Hont vármegye Korponai járásához tartozott.

## Népessége
| Év:            | 1994. | 2004.   | 2014.   | 2024.   |
| -------------- | ----- | ------- | ------- | ------- |
| Emberek száma: | 433   | 415     | 424     | 398     |
| Eltérés:       |       | -4,15 % | +2,16 % | -6,13 % |

| Év:            | 2023. | 2024.   |
| -------------- | ----- | ------- |
| Emberek száma: | 391   | 398     |
| Eltérés:       |       | +1,79 % |

1910-ben Alsódacsólámnak 398, Felsődacsólámnak 573, túlnyomórészt szlovák anyanyelvű lakosa volt.
2001-ben 415 lakosából 395 szlovák volt.
2011-ben 414 lakosából 378 szlovák volt.
2021-ben 401 lakosából 383 szlovák, 1 cseh, 17 ismeretlen nemzetiségű volt.

## Neves személyek
- Itt született 1855-ben Ján Slávik egyházi író és Juraj Slávik publicista.
- Itt szolgált Antoni Dániel evangélikus lelkész.

## Nevezetességei
- Evangélikus temploma eredetileg a 13. században, román stílusban épült. A 15. században gótikus stílusban átépítették, 1713-ban megújították. Ekkor kapta festett kazettás mennyezetét. Utoljára 1905-ben építették át neogótikus stílusban.
- A falu népművészete, különösen népviselete messze földön híres.